# Rugenbarg

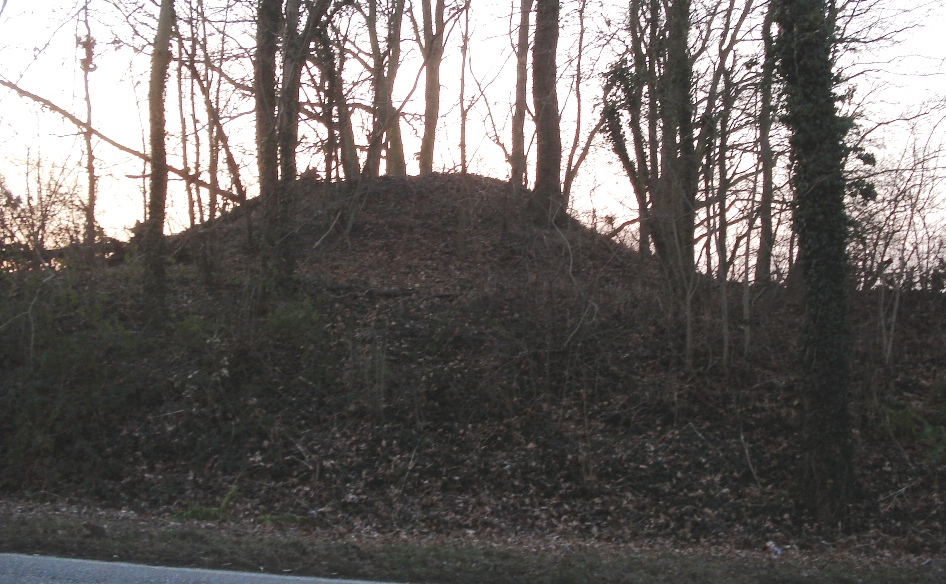
Der "Rugenbarg" – ein Grabhügel bei Schürsdorf / Klingberg

Der Rugenbarg ist ein jungsteinzeitlicher Grabhügel zwischen Schürsdorf, Klingberg und Gleschendorf (Gemeinde Scharbeutz) im Kreis Ostholstein in Schleswig-Holstein.
Er steht unter Denkmalschutz und befindet sich auf einer Geländekuppe direkt westlich neben der L309 – zugänglich am Rande einer Wiese – oberhalb des Kuhlsees.
Es handelt sich um einen mit Bäumen und Büschen bewachsenen, leicht ovalen Erdhügel mit einem Durchmesser von ca. 12 m und einer Höhe von ca. 3 m.